# Тофе (Фрозиноне)
Тофе је насеље у Италији у округу Фрозиноне, региону Лацио.
Према процени из 2011. у насељу је живело 781 становника. Насеље се налази на надморској висини од 231 м.